# Rugby 9 en los Juegos del Pacífico 2015
El Rugby 9 en los Juegos del Pacífico 2015 se llevó a cabo del 11 al 12 de julio de 2015 en el Estadio Sir John Guise de Port Moresby y contó con la participación de 6 selecciones nacionales de Oceanía. 
El anfitrión Papúa Nueva Guinea venció en la final a Samoa para ganar la medalla de oro.

## Participantes
| - Islas Cook - Fiyi | - Papúa Nueva Guinea - Samoa | - Islas Salomón - Tonga |

## Fase Clasificatoria
| País               | J | G | E | P | PF  | PC  | +/−  | Pts |
| ------------------ | - | - | - | - | --- | --- | ---- | --- |
| Papúa Nueva Guinea | 5 | 5 | 0 | 0 | 158 | 20  | +138 | 10  |
| Fiyi               | 5 | 4 | 0 | 1 | 66  | 44  | +22  | 8   |
| Samoa              | 5 | 2 | 1 | 2 | 98  | 70  | 28   | 5   |
| Tonga              | 5 | 2 | 0 | 3 | 60  | 86  | -26  | 4   |
| Islas Cook         | 5 | 1 | 1 | 3 | 74  | 80  | -6   | 3   |
| Islas Salomón      | 5 | 0 | 0 | 5 | 20  | 176 | -156 | 0   |

| Equipo 1           | Resultado | Equipo 2           |
| ------------------ | --------- | ------------------ |
| Samoa              | 10-16     | Fiyi               |
| Islas Salomón      | 10-32     | Islas Cook         |
| Tonga              | 0-42      | Papúa Nueva Guinea |
| Fiyi               | 14-12     | Islas Cook         |
| Samoa              | 20-8      | Tonga              |
| Papúa Nueva Guinea | 42-4      | Islas Salomón      |
| Islas Cook         | 10-14     | Tonga              |
| Samoa              | 0-30      | Papúa Nueva Guinea |
| Islas Salomón      | 0-16      | Fiyi               |
| Islas Cook         | 4-26      | Papúa Nueva Guinea |
| Tonga              | 4-8       | Fiyi               |
| Samoa              | 52-0      | Islas Salomón      |
| Islas Cook         | 16-16     | Samoa              |
| Papúa Nueva Guinea | 18-12     | Fiyi               |
| Islas Salomón      | 6-34      | Tonga              |

## Fase final

### Semifinales
| Equipo 1           | Resultado | Equipo 2 |
| ------------------ | --------- | -------- |
| Papúa Nueva Guinea | 36-6      | Tonga    |
| Samoa              | 20-12     | Fiyi     |

### 5.º Lugar
| Equipo 1      | Resultado | Equipo 2   |
| ------------- | --------- | ---------- |
| Islas Salomón | 8-42      | Islas Cook |

### Medalla de Bronce
| Equipo 1 | Resultado | Equipo 2 |
| -------- | --------- | -------- |
| Tonga    | 16-14     | Fiyi     |

### Medalla de Oro
| Equipo 1 | Resultado | Equipo 2           |
| -------- | --------- | ------------------ |
| Samoa    | 10-38     | Papúa Nueva Guinea |